# 韩国棋院
韩国棋院（韓語：한국기원），是韩国职业围棋的管理机构，其历史最早可追述到赵南哲于1945年11月创建的汉城棋院。
赵南哲1937年赴日本师从棋士木谷实九段。1945年回国创立棋院。韩国人传统上用巡将法开盘，在开设韩国棋院后，赵说服韩国人用白盘开盘。
1956年，创办国手战，将围棋比赛推广入民间。